# 下間久美子
下間久美子（しもつま くみこ、旧姓：栗林、1967年 - ）は、日本の文化財建築研究者（博士（工学）、乙種、東京大学、1996年）。文化財保存修復研究国際センター（ICCROM）プロジェクト・マネジャー、元文化庁文化財第二課主任文化財調査官(文化的景観部門)。 。2022年度より國學院大學観光まちづくり学部教授に就任。

## 経歴
1967年、山形県生まれ。千葉大学工学部建築学科を卒業後、東京大学大学院工学系研究科修士課程に進学、同大学大学院博士課程中退。ユネスコ世界遺産センター、ユネスコ・バンコク事務所、文化庁文化財調査官、文部科学技官を経て、2022年より現職。

## 著書
- 『長崎居留地』（国立博物館、文化財研究所監修、至文堂、2005年）

### 博士論文
- 『住環境創出の指標としての歴史的建造物の保存及び活用に係る研究』（博士（工学）、乙種、東京大学、1996年）[5]

### 共編書
- 『日本の町並み調査報告書集成』19～31巻（苅谷勇雅、林良彦、西山和宏共編、海路書院、2007年）

### 共訳書
- 『建築・都市遺産の防災指針 - 世界文化遺産のためのマネジメント・マニュアル - 』 (ハーブ・ストーベル著、益田兼房監修、西和彦、福島綾子との共訳、アルヒーフ、2008年）

### 論文
- CiNii>下間久美子
- CiNii>栗林久美子